# Pouytenga
Pouytenga ist sowohl eine Gemeinde (französisch commune rurale) als auch ein dasselbe Gebiet umfassendes Departement im westafrikanischen Staat Burkina Faso in der Region Centre-Est und der Provinz Kouritenga. Die Gemeinde hat in 22 Dörfern und fünf Sektoren des Hauptortes 72.217 Einwohner, in der Mehrzahl Mossi.